# Golf (czasopismo)
Golf  – największe polskie czasopismo golfowe. Ukazuje się od 1997 roku i jest najstarszym periodykiem w Polsce piszącym o tej dyscyplinie sportu. 
W magazynie znajdują się informacje o sprzęcie golfowym, porady profesjonalistów, relacje z najważniejszych turniejów polskich i zagranicznych, sylwetki sportowców, wywiady ze znanymi graczami, golfowa moda, opisy pól golfowych, turystyka golfowa i przeróżne rankingi. Czasopismo ma także wyodrębniony dział dla kobiet-golfistek.
Magazyn jest wydawany przez wydawnictwo Mediatour, publikujące także inne materiały traktujące o golfie, m.in. Reguły gry w Golfa i Golfową mapę Polski.